# Rēzekne
Rēzekne es una ciudad al este de Letonia situada en la región de Latgalia, a 242 km de Riga. Fundada sobre siete colinas, Rēzekne está asentada en la intersección de las líneas ferroviarias de Moscú-Riga y San Petersburgo-Varsovia.
En el año 2008 Rēzekne obtuvo la distinción EDEN, que otorga la Comisión Europea, a uno de los veinte «Mejores destinos de turismo y el patrimonio intangible local».

## Historia
El nombre de Rēzekne aparece por primera vez documentado en 1285. El pueblo estaba bajo la jurisdicción de los polacos en 1582. Rēzekne admitió el Derecho de Magdeburgo de Polonia en el siglo XVII. Cayó en manos del Imperio ruso en consecuencia  
a las particiones de Polonia.
El primer congreso de letones tuvo lugar en Rēzekne, la primavera de 1917 durante la Primera Guerra Mundial y enseguida se declaraba la independencia de Letonia en 1918. La ciudad se convirtió en el centro cultural de la región de Latgalia. Rēzekne fue dañada en exceso por los ejércitos Nazi y soviético durante Segunda Guerra Mundial; antes de la guerra había 13,300 personas, solo 5,000 individuos sobrevivieron en la ciudad al finalizar las hostilidades.
Rēzekne fue reconstruida después de la guerra con cierto énfasis sobre el desarrollo industrial y actualmente cuenta con una significativa población de rusos (44% en el censo de 2018).
El pueblo posee una famosa estatua del escultor Leons Tomašickis llamada "Latgales Mara", dedicada a la independencia de Letonia. Destruida por los soviéticos el 8 de septiembre de 1939, fue reconstruida en 1992.

## Personajes ilustres
- Yuri Tiniánov integrante del formalismo ruso.

- Fridrikh Markovitch Ermler director de cine autor en la época soviética de Las ruinas de un imperio (1929), considerada uno de los grandes clásicos del cine mudo.

- Iveta Apkalna (1976) organista letona